# Espinhel (Águeda)
Espinhel is een plaats (freguesia) in de Portugese gemeente Águeda en telt (2799) inwoners.